# Joe Stump
Pour les articles homonymes, voir Stump.
Joe Stump, né le 18 septembre 1960, est un guitariste et compositeur américain de metal. Outre sa carrière solo, il a joué aux côtés de groupes tels que Reign of Terror, Shooting Hemlock. Il est encore membre actif du groupe Holyhell.

## Biographie
La passion de Joe Stump pour la musique néo-classique le pousse à s'orienter vers un style qui présente une certaine similitude avec celui d'Yngwie Malmsteen, le metal néo-classique. Joe Stump a étudié la musique au prestigieux Berklee College of Music de Boston, où il est maintenant professeur de guitare.

## Discographie

### Albums solo
- 1995 - Guitar Dominance!
- 1995 - Night of the Living Shred
- 1996 - Supersonic Shred Machine
- 1998 - Rapid Fire Rondo
- 2001 - Midwest Shredfest
- 2002 - A Shred Odyssey 2001
- 2002 - Dark Gifts - Rare & Unreleased Tracks
- 2003 - Armed and Ready
- 2004 - Speed Metal Messiah
- 2009 - Virtuostic Vendetta
- 2012 - Revenge of the Shredlord
- 2015 - The Dark Lord Rises
- 2019 - Symphonic Onslaught

### Alcatrazz
- 2021 - V

### Compilations
- 2005 - Shredology
- 2009 - The Essential Shred Guitar Collection

### Reign of Terror
- 1996 - Reign of Terror (double CD)
- 1999 - Second Coming
- 2001 - Sacred Ground
- 2002 - Conquer and Divide

### HolyHell
- 2007 - Apocalypse
- 2009 - HolyHell
- 2012 - Darkness Visible

### Collaborations
- 1989 - Trash Broadway
- Diginet Music Guitar Masters, Joe Stump - Jams sur des pistes de David Chastain

### Participations comme invité
- 1997 - Clockwatcher - Shooting Hemlock
- 2005 - Neo Classical Rock Guitar - Matthew Mills